# Stratenboek
Het stratenboek (uitspraakⓘ) is in Nederland vooral bekend van het bij de benzinepomp verkrijgbare boek, dat precies in een handschoenenkastje van een auto paste. Het boek bevatte plattegronden van steden en dorpen, naast een straatnamenregister dat ongeveer de helft van het boek besloeg. De bedoeling was, dat het iemand probleemloos binnen een straal van 300 meter naar de plek bracht waar die wilde zijn. Het werd uitgegeven van 1983 tot 2010.
De belangstelling voor de eerste editie, Het 70.000 Stratenboek, was enorm. Met als gevolg een herdruk die tegelijkertijd maar uitgebreid werd naar 80.000 straten. Tot grofweg 2005 had bijna iedereen er een. Er wordt geen nieuwe oplage meer gedrukt, gebruikers moeten het met de laatste oplage van 2000 stuks uit 2010 doen. 

In het Stratenboek staan meer dan duizend bewust gemaakte fouten. Het bedrijf nam indertijd het advies van een rechter over bij een proces wegens illegale kopieën. "Wees nou verstandig en maak in elke kaart een paar foutjes. Dan kun je altijd bewijzen dat een kaart is nagemaakt naar jouw origineel." Sindsdien bevatten alle kaarten ter bescherming van het copyright kleine foutjes, waar je desondanks niet door zult verdwalen. (Dorpsstraat in plaats van Dorpstraat), maar ook een postkantoor dat eigenlijk een stukje verderop staat, een huizenblok dat op de kaart verder doorloopt dan in werkelijkheid, of een bosje dat eigenlijk een andere vorm heeft. Dat soort dingen.

## Achtergrond
Het was een idee van John Suurland, toen nog Philips laborant en in zijn avonduren verslaggever bij het Eindhovens Dagblad. Hij probeerde het te verkopen via een landelijk dagblad, maar de deal ketste af. Bij Shell was het Krijn Mulder, hoofd marketingcommunicatie van Shell Nederland, die bedacht dat het een van de mooiste voorbeelden van "Shell helpt" zou kunnen zijn. Shell beschikte over veel verkooppunten en uitgebreide promotiemogelijkheden. De onderhandelingen met Shell liepen bijna stuk op de omvang van de oplage. Suurland wilde 100.000 exemplaren drukken, Shell wilde niet verder gaan dan 50.000. Bovendien wilde toenmalig concurrent Falkplan, die als enige beschikte over de gegevens van de grote steden, niet samenwerken bij de productie van het Stratenboek. Dat werd omzeild door zelf luchtfoto's te maken en zo in een jaar tijd de grote steden in kaart te brengen.

## Latere edities
- 1984 Het 80.000 Stratenboek met plattegronden van 122 steden en een register met 80.000 straten
- Het 100.000 Stratenboek  Herziene uitgave aktueel bijgewerkt Uitbreiding met nieuwe straatnamen en aangepaste plattegronden Tot en met deze editie werden er twee miljoen exemplaren van verkocht
- 100.000+ Stratenboek Herziene uitgave aktueel bijgewerkt uitbreiding met nieuwe straatnamen en aangepaste plattegronden [4]
- Het Shell Stratenboek met alle straatnamen van Nederland
- 2000 Shell Stratenboek 2000/2001 met alle straatnamen van Nederland
- 2003  Falk Stratenboek Nederland
- 2004 Het Shell stratenboek 2004[5]